# Alvaradoa subovata
Alvaradoa subovata, conhecida comumente como pichi branco ou pichi-pichi, é uma espécie de plantas lenhosas perenes pertencente à família Picramniaceae. Cresce na Bolívia e  no noroeste argentino, na província fitogeográfica das yungas, entre os 1000 e 1600 msnm.

## Descrição
Árvore dioico, de 4-6 m de altura, tronco 25 cm diâmetro. Folhas alternadas de até 25 cm long., com até 24 folíolos glabros a ligeiramente pubescentes no invés, de bordas inteiras, ápice marginado, cor verde escuro no talo e mais claro no invés, de até 35 mm long. x 15 mm lat.
Flores pistiladas em racimos péndulos, densifloros, axilares ou terminais, de até 15 cm long. Pedicelos pubescentes de 5 mm long. Sépalos 5, soldados em sua metade inferior, pubescentes, de até 2 mm long. Gineceo ovado-oblongo, amarelado, lateralmente triangular-alisado, de até 3 mm long., com cabelos ocráceos longos nas arestas, curtos e adpresos em ambas caras; estilos 3, subulados, arqueados. Flores estaminadas de 3 mm long. x 2 mm lat., em racimos péndulos multifloros, terminais ou axilares, até de 18 cm long. Sépalos similares à flor pistilada, externamente pubescentes, de 2 mm long. Pétalos 5, filiformes, de 2,0-2,5 mm long., curvados para o interior. Estambres 5, longamente exsertos, filamentos pilosos na base, até de 4 mm long., insertos sobre um disco basal 5-lobado, densamente piloso na parte superior.
Fruto capsular, elíptico-lanceolado, lateralmente triangular-alisado, pubescente, uniseminado, de 15 mm long. x 5 mm lat. Semente alongada, de 6 mm long. x 2 mm lat.